# Процес Сташинського
Проце́с Сташи́нського — відбувся в Карлсруе 8–16 жовтня 1962 р. у найвищому суді Західної Німеччини (нім. Bundesgerichtshof) у справі Богдана Сташинського (народився 1931 р. в с. Борщовичі к. Львова), вбивці Л. Ребета 12 жовтня 1957 р. і С. Бандери 15 жовтня 1959 р. З українців на процесі як адвокат потерпілих родин Ребета й Бандери виступав Я. Падох. Вироком згаданого суду 19 жовтня 1962 р. Богдана Сташинського засуджено до восьми років ув'язнення за допомогу в подвійному вбивстві; головним злочинцем суд визнав уряд СРСР. Діями Сташинського, нагородженого за виконані вбивства орденом Червоного прапора, керував безпосередньо голова КДБ О. Шелепін. Судовий процес мав великий розголос у світовій пресі. Повного строку Сташинський не відсидів, а пробув у в’язниці 4 роки. Згодом після виходу із в'язниці переїжджає до Сполучених Штатів Америки, змінює зовнішність. На батьківщину повертається вкрай рідко, але сусіди кажуть, що бачили його кілька разів біля його власного будинку.